# Габру Мерави
Габру Мерави (англ. Gabrou Merawi; род. 11 сентября 1932, Аддис-Абеба) — эфиопский легкоатлет, выступавший в беге на длинные дистанции и марафонском беге. Участник летних Олимпийских игр 1960 и 1968 годов.

## Биография
Габру Мерави родился 11 сентября 1932 года в эфиопском городе Аддис-Абеба.
В 1960 году вошёл в состав сборной Эфиопии на летних Олимпийских играх в Риме. В беге на 5000 метров занял в полуфинале 8-е место, показав результат 14 минут 41,22 секунды и уступив 34,93 секунды попавшему в финал с 3-го места Ньядинке Маийоро из Кении. В беге на 10 000 метров не завершил дистанцию.
В 1968 году вошёл в состав сборной Эфиопии на летних Олимпийских играх в Мехико. В марафонском беге занял 6-е место, показав результат 2 часа 27 минут 16,8 секунды и уступив 6 минут 50,4 секунды завоевавшему золото Мамо Вольде из Эфиопии.

## Личный рекорд
- Марафон — 2:18.59 (1968)[4]